# Willy Cullmann

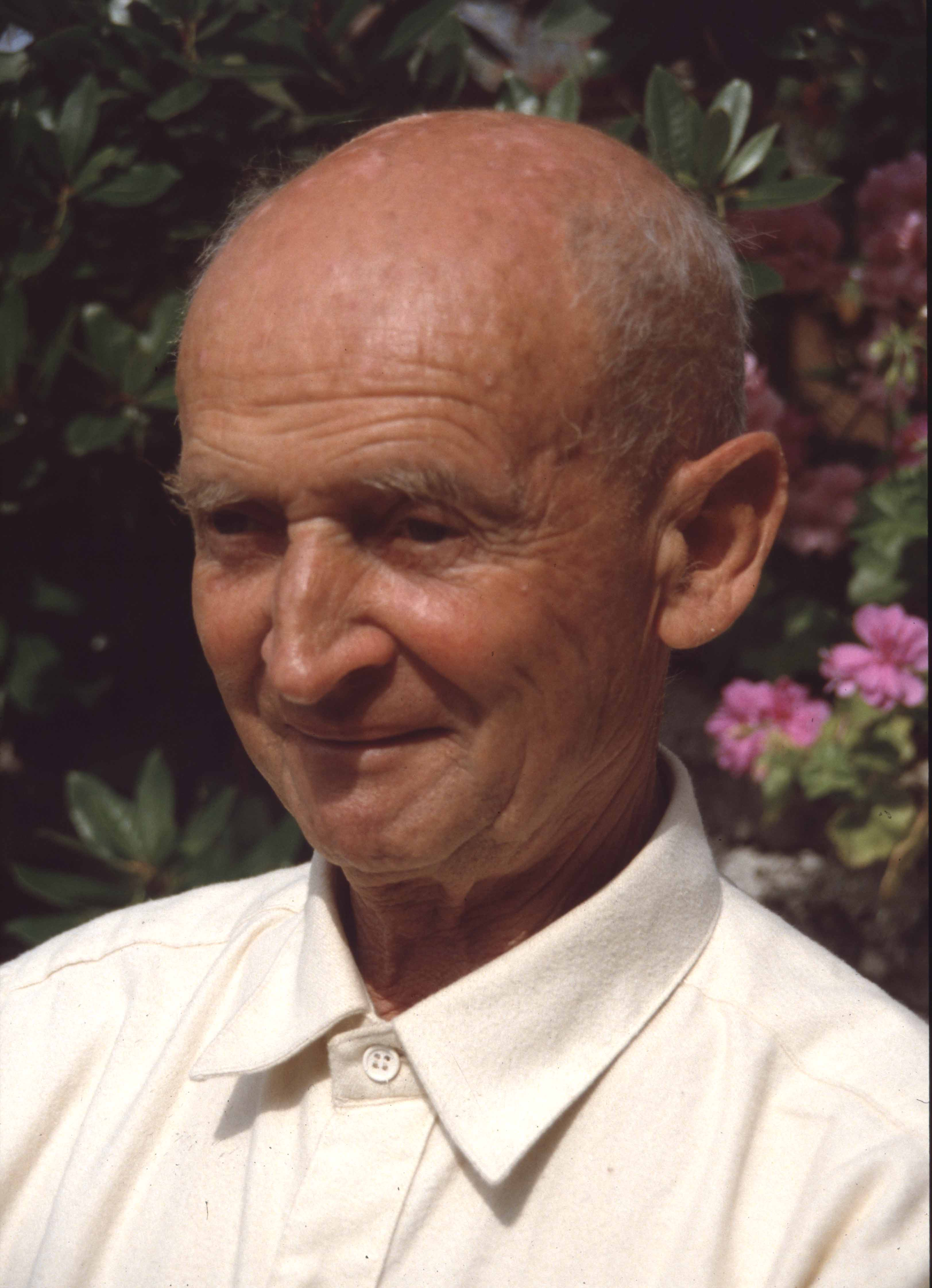
Willy Cullmann

Willy (Wilhelm) Cullmann (* 8. Juni 1905 in Münnerstadt, Deutschland; † 29. Januar 1992 in Menton, Frankreich) war ein deutscher Sachbuchautor. Cullmann beschäftigte sich hauptsächlich mit Kakteengewächsen und hatte eine große Kakteensammlung. Sein offizielles botanisches Autorenkürzel lautet „Cullmann“.

## Leben und Wirken
Er machte sich als Experte für Säulenkakteen (Cereen) einen Namen. Er war sehr erfolgreich, neu entdeckte Arten aufzuziehen, zu beschreiben und zu benennen. Die Samen erhielt er von Forschern direkt aus Südamerika, zum Beispiel von Friedrich Ritter. Cullmann war Gründungsmitglied der Internationalen Organisation für Sukkulentenforschung IOS (Zürich, 1950) und ist Autor des Nachschlagewerkes „Kakteen“ (1963, Verlag Eugen Ulmer, Stuttgart).

## Dedikationsnamen
Nach ihm wurden die Gattung Cullmannia Distefano, sowie Thrixanthocereus cullmannianus F.Ritter benannt.

## Schriften
- mit Heinz Balzer: Kakteen, unser Hobby. Einführung in die Kakteenkunde und Anleitung zu erfolgreicher Kakteenkultur. Ulmer, Stuttgart 1963.
- mit Heinz Balzer: Das Heyne-Kakteenbuch. Heyne, München 1968.
- Kakteen: Einführung in die Kakteenkunde und Anleitung zu erfolgreicher Kakteenkultur. Ulmer, Stuttgart 1972.
- mit Erich Götz, Gerhard Gröner: Kakteen: Kultur, Vermehrung und Pflege. Lexikon der Gattungen und Arten. Ulmer, Stuttgart 1984.
- mit Erich Götz, Gerhard Gröner: The Encyclopedia of Cacti. Alpha books, Sherborne 1986, ISBN 0-906670-37-3.